# Manfred Binz
Manfred Binz (22 de setembro de 1965) é um ex-futebolista alemão que foi vice-campeão do Campeonato Europeu de Futebol de 1992.